# Ebru Umar

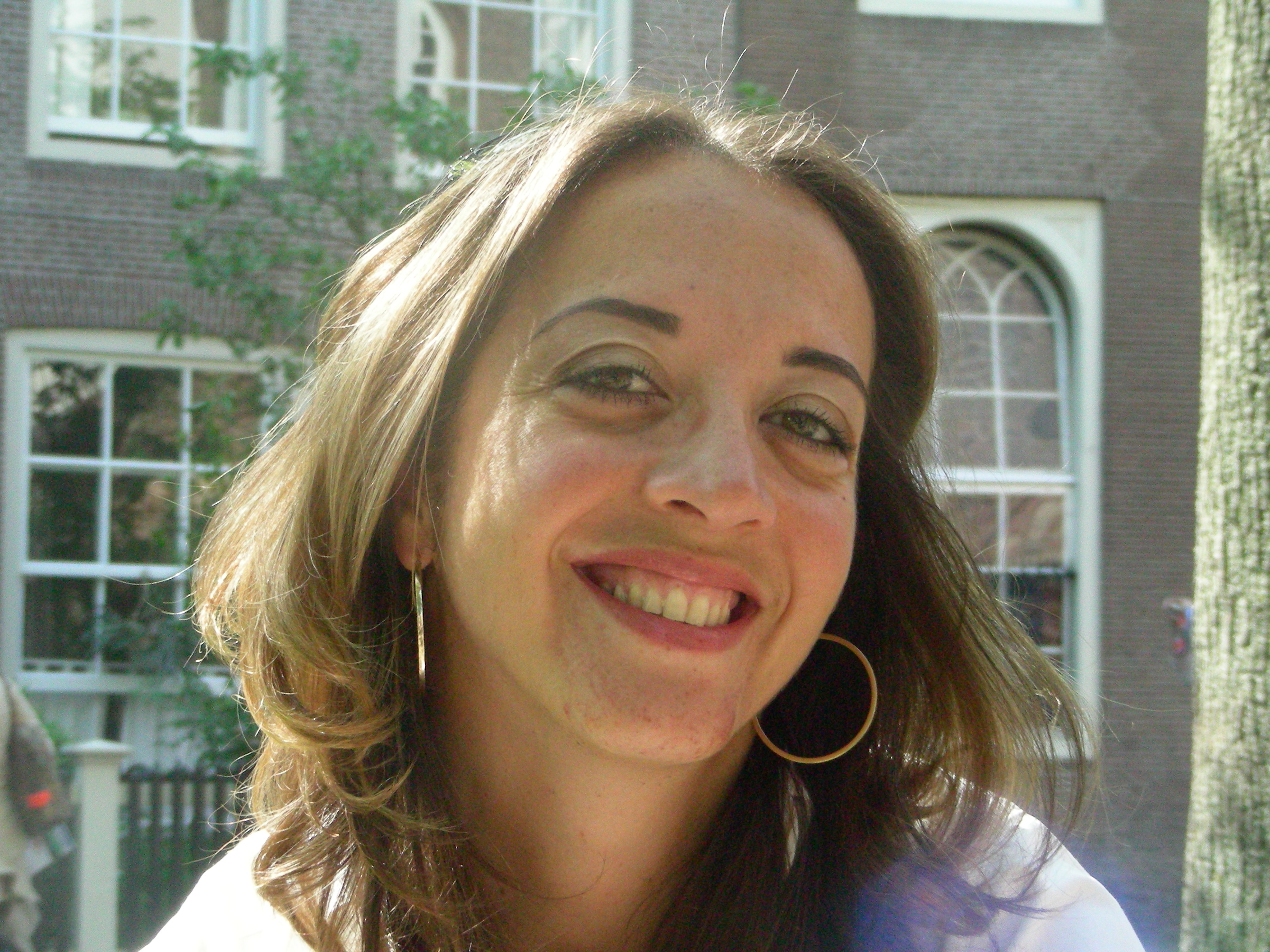
Ebru Umar

Ebru Umar (* 20. Mai 1970 in Den Haag) ist eine niederländische Kolumnistin.

## Leben und Wirken
Ihre Mutter ist Künstlerin, ihr Vater Chirurg. Sie hat Betriebswirtschaftslehre studiert.
Umar schreibt Kolumnen für verschiedene niederländische Zeitungen und Zeitschriften, darunter Algemeen Dagblad und Het Parool. Für die Zeitschrift Libelle führt sie Interviews.
In ihren Texten bezieht sie Stellung zu dem nach ihrer Ansicht „diktatorhaften Männertum“ und fehlenden Menschenrechten im Islam. Ebru Umar spricht dabei von einer nicht vollzogenen Integration bei islamischen Einwanderern in Europa und weist auf ihrer Ansicht nach bestehende Widersprüchlichkeiten des Islam gegenüber einer modernen Welt hin.
Ebru Umar galt als enge Freundin Theo van Goghs und übernahm 2005 nach dem Mord seinen Kolumnenplatz bei der niederländischen Gratiszeitung metro.
In der Nacht zum 24. April 2016 wurde Umar während ihres Urlaubs in der westlichen Küstenstadt Kuşadası in der Türkei von der Polizei festgenommen und von der Staatsanwaltschaft verhört. Sie wurde nach einem Tag aus der Haft entlassen, durfte die Türkei aber nicht verlassen. Zwei Wochen später durfte sie ausreisen. Kurz zuvor hatte sie in metro einen kritischen Kommentar über den türkischen Präsidenten Recep Tayyip Erdoğan veröffentlicht und in Auszügen auch via Twitter verbreitet. Die niederländische Botschaft wurde eingeschaltet. Am 25. April 2016 wurde in Umars Amsterdamer Wohnung eingebrochen, dort „alles auf den Kopf gestellt“, ein Computer gestohlen, und eine Wand mit dem Schimpfwort „Hoer“ (ndl. für „Hure“) beschmiert.

## Werke
- Burka & Blahniks – een manifest van een dertiger (2004)
- Vier over 8 (2005)
- Geen talent voor de liefde (2005)